# Amadou & Mariam
Amadou & Mariam zijn twee voormalige Malinese muzikanten. Ze maakten een mengeling van Malinese traditionele muziek en Westerse popmuziek.
Het duo bestond uit zangeres Mariam Doumbia (Bamako, 15 april 1958) en zanger en gitarist Amadou Bagayoko (Bamako, 24 oktober 1954 - 4 april 2025). Amadou en Mariam staan ook wel bekend als "the blind couple from Mali", ze zijn namelijk allebei blind. Ze ontmoetten elkaar in 1974 op het Malinese instituut voor jonge blinden. Sinds 1980 treden ze samen op; de eerste jaren in Afrika en vanaf 1985 ook in Frankrijk en op wereldmuziekfestivals in de hele wereld. Grote internationale bekendheid kregen ze in 2005, met het door Manu Chao geproduceerde album Dimanche à Bamako.
De muziek die ze maken is een combinatie tussen traditionele Malinese muziek met rockgitaren, violen, Cubaanse trompetten, Colombiaanse trombones en Indiase tabla's. Zelf noemen ze hun stijl ook wel Afro-blues. Kenmerkend zijn Amadous 'klaterende' gitaargeluid en dansbare ritmes.
Amadou overleed in april 2025 op 70-jarige leeftijd.

## Discografie

### Albums
| Album met eventuele hitnotering(en) in de Nederlandse Album Top 100 | Datum van verschijnen | Datum van binnenkomst | Hoogste positie | Aantal weken | Opmerkingen            |
| ------------------------------------------------------------------- | --------------------- | --------------------- | --------------- | ------------ | ---------------------- |
| Se te djon ye                                                       | 1998                  | -                     |                 |              |                        |
| Sou ni tilé                                                         | 11-05-1998            | -                     |                 |              |                        |
| Tje ni mousso                                                       | 24-01-2000            | -                     |                 |              |                        |
| Wati                                                                | 2003                  | -                     |                 |              |                        |
| Dimanche à Bamako                                                   | 18-03-2005            | 25-06-2005            | 93              | 2            |                        |
| Je pense à toi: Best of                                             | 2005                  | -                     |                 |              | Verzamelalbum          |
| Zeit, dass sich was dreht                                           | 2006                  | -                     |                 |              | met Herbert Grönemeyer |
| Welcome to Mali                                                     | 21-11-2008            | -                     |                 |              |                        |
| Magic couple                                                        | 26-06-2009            | -                     |                 |              |                        |
| Folila                                                              | 30-03-2012            | -                     |                 |              |                        |
| La confusion                                                        | 22-09-2017            | -                     |                 |              |                        |

| Album met hitnotering(en) in de Vlaamse Ultratop 200 albums | Datum van verschijnen | Datum van binnenkomst | Hoogste positie | Aantal weken | Opmerkingen |
| ----------------------------------------------------------- | --------------------- | --------------------- | --------------- | ------------ | ----------- |
| Dimanche à bamako                                           | 2005                  | 23-04-2005            | 70              | 8            |             |
| Welcome to Mali                                             | 2008                  | 06-12-2008            | 83              | 2            |             |
| Folila                                                      | 2012                  | 07-04-2012            | 89              | 4            |             |
| La confusion                                                | 2017                  | -                     |                 |              |             |

### Singles
| Single met hitnotering(en) in de Vlaamse Ultratop 50 | Datum van verschijnen | Datum van binnenkomst | Hoogste positie | Aantal weken | Opmerkingen |
| ---------------------------------------------------- | --------------------- | --------------------- | --------------- | ------------ | ----------- |
| Sabali                                               | 2008                  | 08-11-2008            | 40              | 1            |             |

- Bibsys: 6030932
- Bibliothèque nationale de France: cb14024384s (data)
- Gemeinsame Normdatei: 5521417-4
- International Standard Name Identifier: 0000 0000 8189 8924
- Library of Congress Control Number: no2005097714
- MusicBrainz: 1fb60b6c-0f4d-42b4-8a5e-de705ec76660
- Nationale Bibliotheek van Tsjechië: xx0037950
- Nationale Bibliotheek van Israël: 987007411808705171
- Système universitaire de documentation: 087884240
- Virtual International Authority File: 121155707